# Bildstock Hemmessen (Bad Neuenahr)

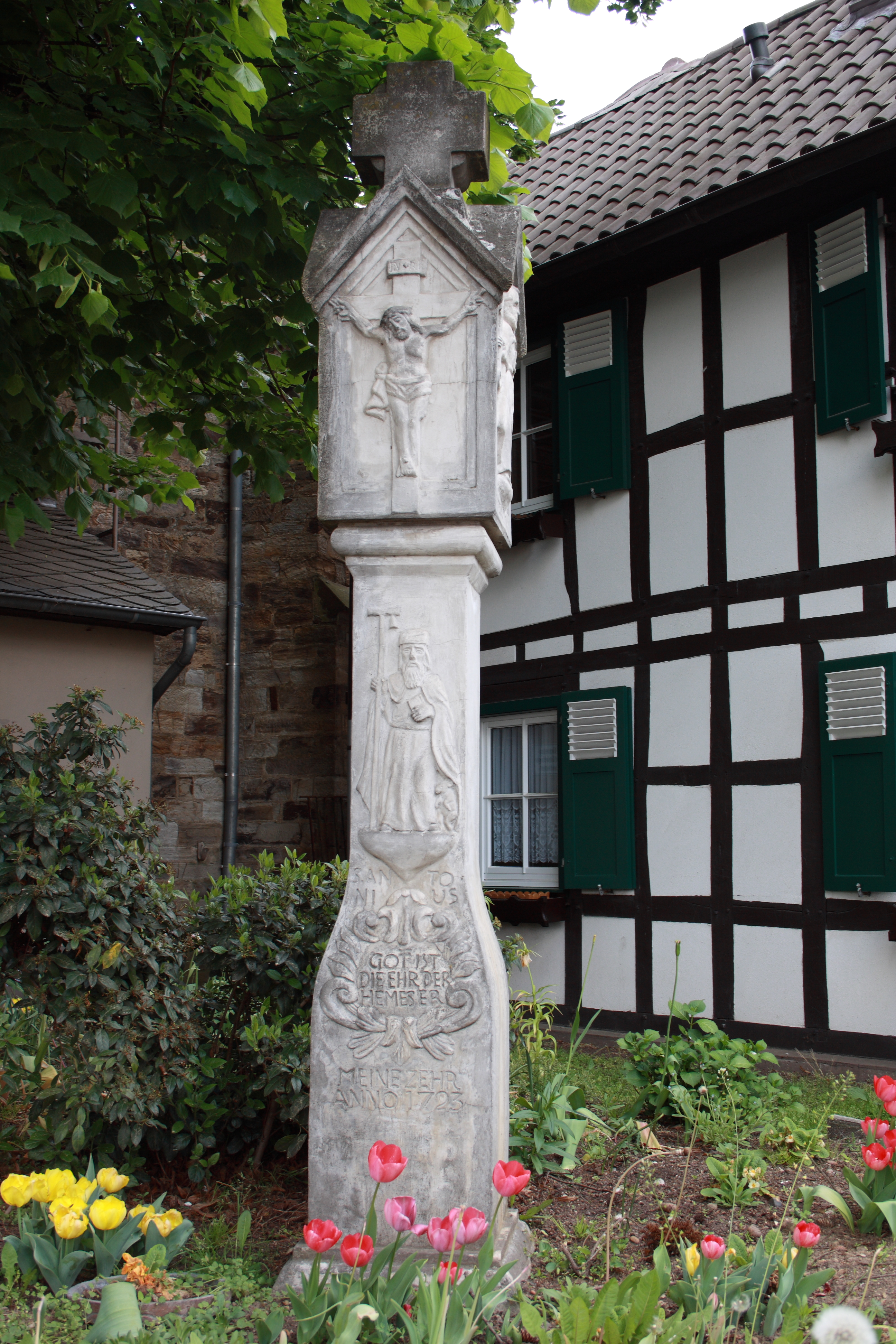
Bildstock in Bad Neuenahr

Der Bildstock in Hemmessen ist ein Bildstock an der Sebastianstraße 77 in Bad Neuenahr, einem Stadtteil von Bad Neuenahr-Ahrweiler im Landkreis Ahrweiler in Rheinland-Pfalz. Der Bildstock befindet sich im ehemaligen Dorf Hemmessen und steht neben der Kapelle St. Antonius und Sebastian unter einer alten Linde, die als Naturdenkmal geschützt ist. 

## Beschreibung
Der drei Meter hohe Bildstock aus Sandstein besitzt an seinen vier giebelbekrönten Seiten Reliefs. Die Hauptseite zeigt die Kreuzigung Christi und am Schaft den heiligen Antonius mit der Inschrift „GOT IST DIE EHR DER HEMESER“ und „MEINE ZEHR, ANNO 1723“. An den anderen Seiten befinden sich Reliefs des Apostels Petrus, des auferstandenen Christus und des heiligen Apollinaris (Inschrift S. APELNARIUS). Am Schaft ist noch der heilige Sebastian dargestellt mit der Inschrift S. PASTIAN. 

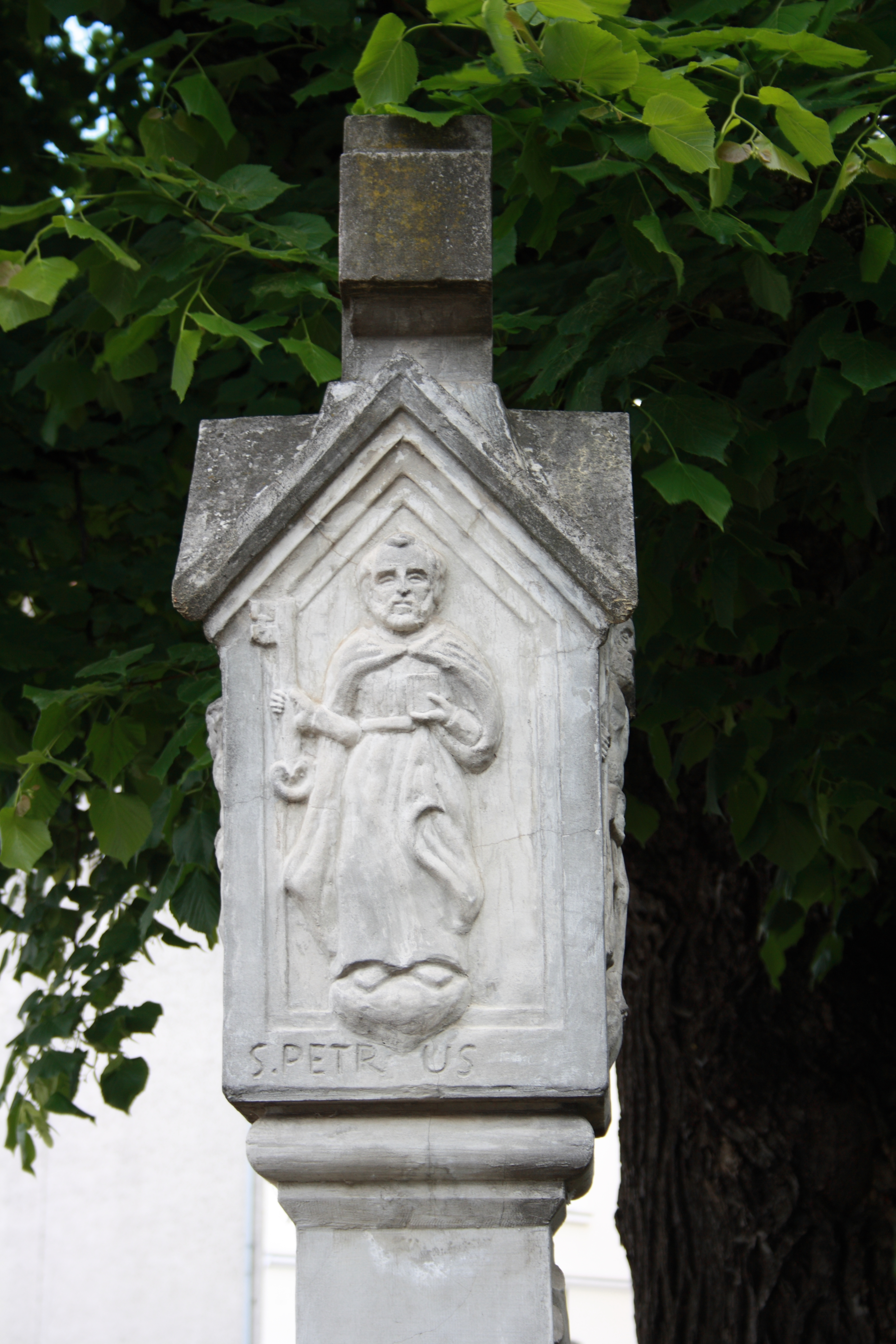
Apostel Petrus
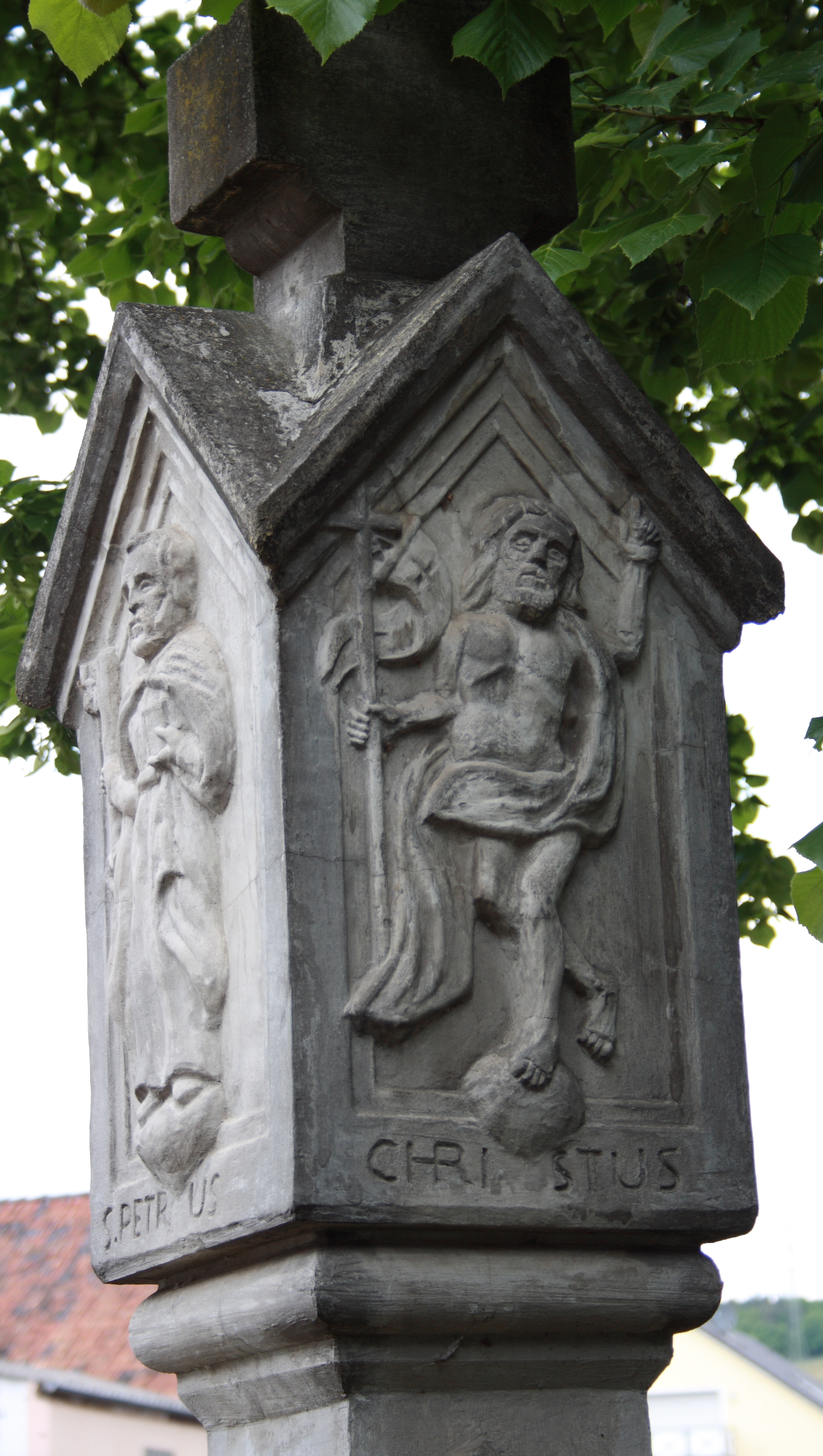
Auferstandener Christus
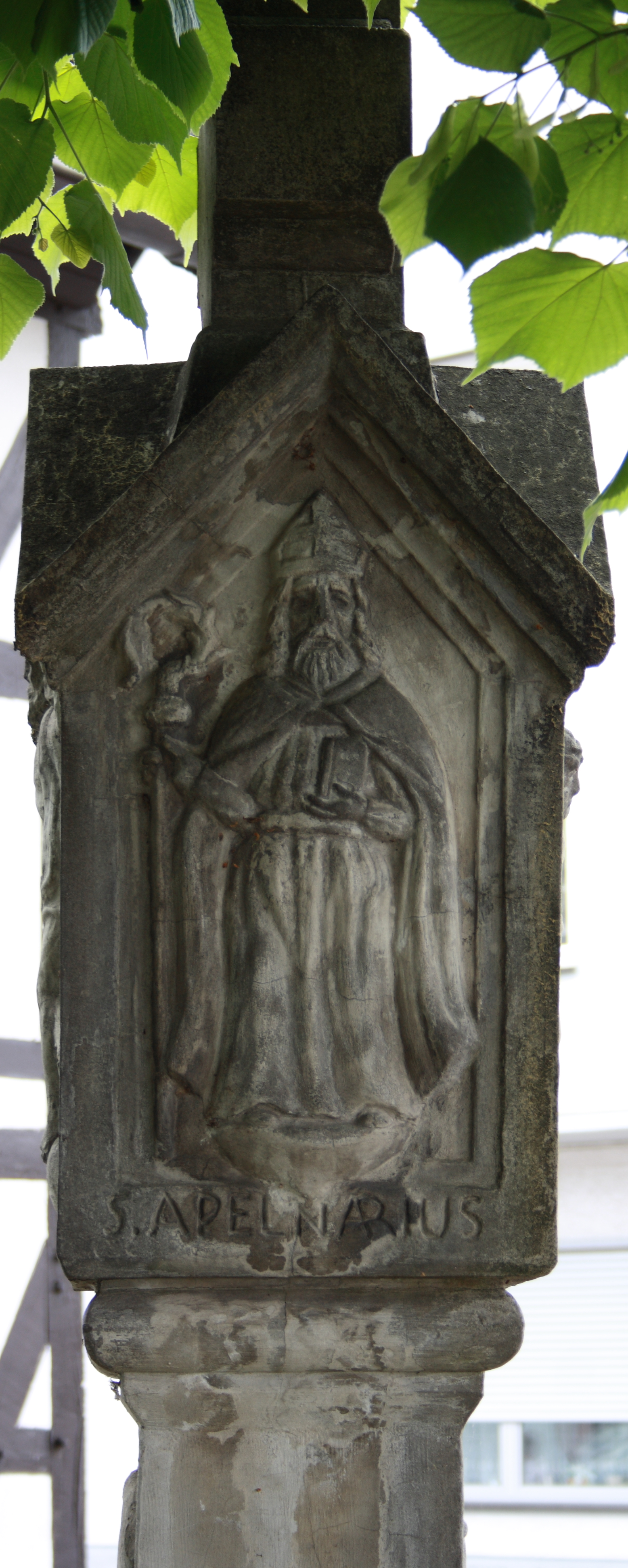
Heiliger Apollinaris
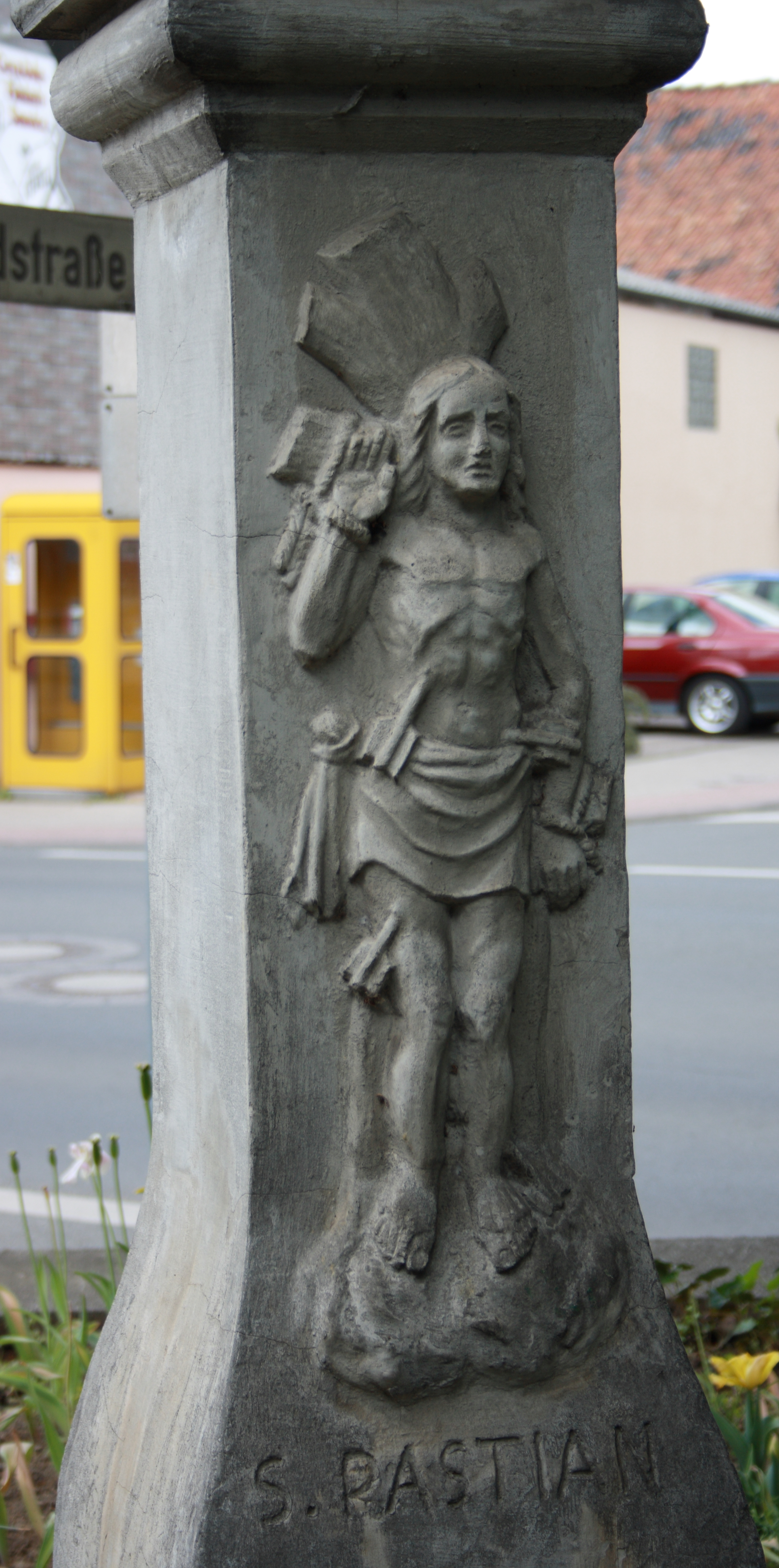
Heiliger Sebastian